# 컬로든 전투
컬로든 전투(Battle of Culloden)는 1746년 4월 16일에 자코바이트 반란에서 스코틀랜드의 하일랜드(스코틀랜드 고지) 근처의 인버네스에서 가까운 컬로든 습지 (무어랜드)에서 자코바이트 군과 그레이트 브리튼 왕국(이하 영국으로 표기) 군과 사이에서 벌어진 최후의 전투이다. 이 전투에서 자코바이트 측이 완패하고, 브리튼 섬에서 자코바이트 운동은 거의 진압되었으며, 조직적인 저항은 끝을 맺었다. 또한 전투 종료 후 영국 정부군 총사령관 컴벌랜드 공작 윌리엄 오거스터스가 자코바이트의 패잔병에게 가한 학살은 후세 오랫동안 스코틀랜드의 반 잉글랜드 감정에 그림자를 드리웠다.

## 배경
1745년 영국 왕위 요구자 찰스 에드워드 스튜어트는 프랑스 지지를 받고 스코틀랜드에 상륙했다. 그는 하일랜드 씨족이나 카톨릭교도를 모아 왕위를 찬탈하기 위해 군사를 일으켰다. 자코바이트 군은 에든버러를 점령하고, 아직도 본격적인 반격 태세를 갖추지 못한 정부군의 미약한 저항을 연달아 물리쳤다. 11월 8일, 자코바이트 군은 스코틀랜드 남부 국경을 넘어 잉글랜드를 침공하였고, 칼라일, 맨체스터, 더비로 군대를 진군시켰다. 무엇보다 이대로 브리튼 섬 전역을 군사적으로 제압할 수 있다고 찰스 역시 생각하지 않았고, 어디까지나 조지 2세를 하노버로 몰아내기 위한 시위 행동이었다.
찰스는 프랑스에 원군을 요청하면서도 영국에서 봉기를 호소했다. 그러나 잉글랜드에서 엄격한 차별에 노출되어 있던 천주교도인 찰스의 호소를 민중은 거의 묵살했다. 11월 말 프랑스 함대가 원군 800명을 상륙시킨 반면에 컴벌랜드 공작이 이끄는 정부군 출격 소식이 도착했다. 부득이 자코바이트 군대는 북쪽으로 물러나 하일랜드에서 재정비했다. 정부군은 이듬해 1746년 1월 30일에 에딘버러를 탈환하고, 게다가 애버딘까지 북상한 후 진군을 일단 정지하고, 자코바이트 군의 동정을 엿보고 있었다.

### 자코바이트
찰스가 이끄는 자코바이트 군은 하이랜드 사람이 75%를 차지하고 있었다. 그들의 장비는 빈약했고, 총과 대포는커녕 칼이나 창, 노획한 무기 등을 더해도 무장하고 있다고 할 수 있는 병력은 전체의 20% 정도였다. 다른 사람들도 농기구와 곤봉 등을 지니고 있었다. 프랑스가 보내준 원군도 무장과 사기가 빈약했다.

### 정부군
애버딘에서 재편 · 훈련을 실시했던 정부군은 질과 양에서 모두 자코바이트 군을 웃돌았다. 독일인 용병이나 영국인으로 구성된 정규군 외에 씨족끼리의 다툼을 벌였던 하이랜드 지방 사람인 캠벨 씨족과 먼로 씨족에서도 원군을 추가할 수 있었다. 총 병력은 보병 12개 대대, 기병 3개 연대, 보급 물자, 무기까지 모두 갖추고 있었다.

## 전투

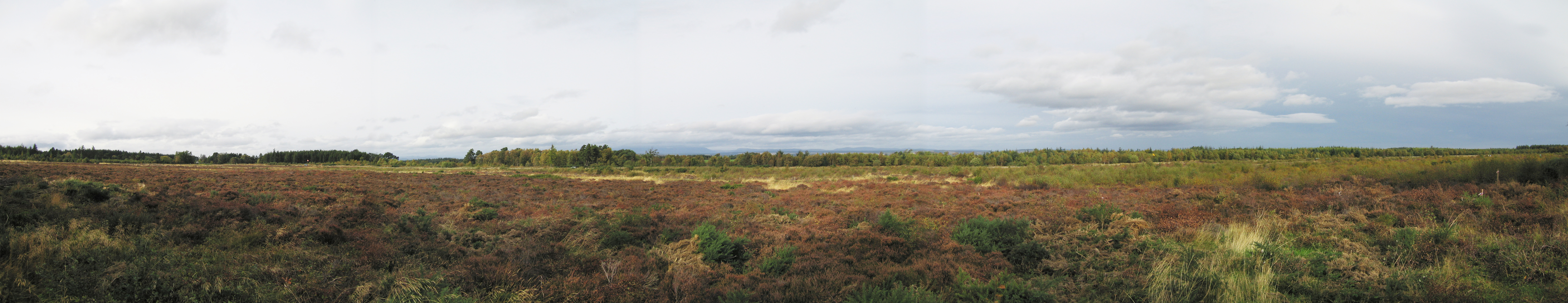
전장의 파노라마, 2007. 왼쪽의 깃발이 자바코바이트의 전열이고, 오른쪽 깃발이 정부군의 전열

1746년 4월 14일 컴벌랜드 공작이 이끄는 정부군 주력 8000명은 애버딘을 출격하여 네언에 도착했다. 자코바이트 군은 수십 킬로미터 남서쪽으로 인버네스에 있었지만, 정부군의 접근에 경계를 하지 않았다. 정부군이 출현했다는 소식이 닿자 식량과 다른 짐도 그대로 가지고 출격하여 인버네스 동쪽의 컬로든에서 드루모시 습지(무어랜드)에 포진했다. 이곳은 평탄하고, 단단한 지반의 땅이었으므로 기병의 작전에 유리했으며, 대포는 이동하기 쉽고, 위력을 발휘하기도 쉬웠다. 그러나 기병이나 대포가 적은 자코바이트 군에게는 불리한 지형이었다.였다. 조지 머레이 등의 장군들과 찰스의 부하들은 정면 대결의 불리함을 역설하고, 게릴라전으로의 전환할 것을 진언했지만 찰스는 받아들이지 않았다.
4월 15일, 자코바이트 군은 정부군 진지에 야습을 감행하기로 결정했지만, 물자를 모두 두고 출격한 자코바이트 군은 이미 굶주림에 처해 있으며, 각 부대는 아무런 행동에 옮기지 못한 채 시간만 지나갔다. 다음 날 4월 16일, 날이 밝자 정부군이 움직이기 시작했다. 마침 폭우가 내렸고, 자코바이트 군은 진퇴는커녕 전방에서 내린 비에 얼굴을 들고 전열을 갖추는 것조차 힘든 지경이었다.
결국 정부군의 대포가 불을 뿜고 총공격이 시작되자 자코바이트 군은 순식간에 대열이 무너지기 시작했다. 찰스는 전열을 재정비하려 했지만, 찰스의 독단적인 작전 지휘에 불만을 품고 있던 씨족장들은 일찌감치 그를 단념했다. 여러 씨족 부대가 용감하게 싸웠음에도 불구하고 결국 정부군이 일방적인 승리를 거두었다.

## 이후
찰스는 전사를 면했지만, 프랑스에 도착할 때까지 여장까지 하면서 수색의 눈길을 피해가야 하는 처지가 되었다. 이때의 전말은 정부 측의 선전으로 스코틀랜드와 아일랜드 각지에 전해졌다. 한때 보니 프린스 찰리(사랑의 찰스 왕자)라는 애칭으로 불리며 존경받던 찰스의 인기는 땅에 떨어졌다.
전투 종료 후 컴벌랜드 공은 부상당해 그 자리에서 움직이지 못하는 자코바이트 군의 부상병이나 포로들을 참수하라고 지시했다. 게다가 포로로 잡힌 3,470명의 자코바이트의 운명도 가혹하기는 마찬가지였다. 기록에 따르면 처형 120명, 옥사 88명, 식민지 유배 936명, 추방이 22명이었고, 700여 명에 대한 기록은 남아있지 않지만, 제비뽑기로 사형수가 정해지는 등 섬뜩한 풍문이 돌았다. 자코바이트에 대해 냉혹하게 처단을 한 것으로 컴벌랜드 공작은 ‘도살자’라는 이름을 후세에 남기게 되었다.
그 후에도 영국 정부는 반란의 재발 방지를 위해 이불과 타탄의 착용을 금지하는 등 씨족 제도의 해체 작업을 진행하면서 막강한 정부군을 하이랜드에 상주시켰다. 스코틀랜드 인들에게는 굴욕적인 처사로 비쳤다.

## 참고 문헌
- McGarry, Stephen (2013). 《Irish Brigades Abroad》. The History Press. ISBN 978-1-84588-799-5.
- Barthorp, Michael (1982). 《The Jacobite Rebellions 1689–1745》. Men-at-arms series 118. 오스프리 퍼블리싱. ISBN 0-85045-432-8.
- Brown, Stewart J. (1997). 《William Robertson and the Expansion of Empire》. 케임브리지 대학교 출판부. ISBN 0-521-57083-2.
- Patterson, Raymond Campbell (1998). 《A Land Afflicted: Scotland & the Covenanter Wars, 1638–90》.
- Cowan, Ian (1976). 《The Scottish Covenanters, 1660–1688》. 런던.
- Duffy, Christopher (2003). 《The '45: Bonnie Prince Charlie and the Untold Story of the Jacobite Rising》. Cassel. ISBN 0-304-35525-9.
- Harrington, Peter (1991).  Chandler, David G., 편집. 《Culloden 1746, The Highland Clans' Last Charge》. Campaign series 12. 오스프리. ISBN 1-85532-158-0.
- Gibson, John G. (2002). 《Old and New World Highland Bagpiping》. 맥길-퀸스 대학교 출판부. ISBN 0-7735-2291-3.
- Harris, Tim (2005). 《Restoration: Charles II and his Kingdoms, 1660–1685》. 런던.
- Harris, Tim (2006). 《Revolution: The Great Crisis of the British Monarchy, 1685–1720》. 런던.
- Lockhart, George (1817). 《The Lockhart papers: containing memoirs and commentaries upon the affairs of Scotland from 1702 to 1715》 2. 런던.
- Maclean, Fitzroy (1991). 《Scotland, A Concise History》. Thames and Hudson. ISBN 0-500-27706-0.
- Magnusson, Magnus (2003). 《Scotland: The Story of a Nation》. Grove Press. ISBN 0-8021-3932-9.
- Monod, Paul Kleber (1993). 《Jacobitism and the English People, 1688–1788》. 케임브리지 대학교 출판부. ISBN 0-521-44793-3.
- Pickering, W. (ed.) (1881). 《An Old Story Re-told From The "Newcastle Courant". The Rebellion of 1745.》.
- Prebble, John (1962). 《Culloden》. Atheneum.
- Prebble, John (1973). 《The Lion in the North》. 펭귄북스. ISBN 0-14-003652-0.
- Reid, Stuart (1996). 《British Redcoat 1740–1793》. Warrior series 19. 런던: 오스프리. ISBN 1-85532-554-3.
- Reid, Stuart (1996). 《1745, A Military History of the Last Jacobite Rising》. Sarpedon. ISBN 1-885119-28-3.
- Reid, Stuart (1997). 《Highland Clansman 1689–1746》. Warrior series 21. 오스프리. ISBN 1-85532-660-4.
- Reid, Stuart (2002). 《Culloden Moor 1746: The Death of the Jacobite Cause》. Campaign series 106. 오스프리. ISBN 1-84176-412-4.
- Reid, Stuart (2006). 《The Scottish Jacobite Army 1745–46》. Elite series 149. 오스프리. ISBN 1-84603-073-0.
- Roberts, John Leonard (2002). 《The Jacobite Wars: Scotland and the Military Campaigns of 1715 and 1745》. 에딘버러: 에딘버러 대학교 출판부. ISBN 1-902930-29-0.
- Sadler, John (2006). 《Culloden: The Last Charge of the Highland Clans》. NPI Media Group. ISBN 0-7524-3955-3.
- Smith, Hannah (2006). 《Georgian Monarchy: Politics and Culture》. 케임브리지 대학교 출판부.
- Smurthwaite, David (1984). 《Ordnance Survey Complete Guide to the Battlefields of Britain》. Webb & Bower.
- Thompson, Andrew C. (2011) George II: King and Elector. New Haven and 런던: 예일 대학교 출판부. ISBN 978-0-300-11892-6
- Trench, Charles Chevenix (1975) George II. 런던: Allen Lane. ISBN 0-7139-0481-X

영화와 다큐멘터리
- Watkins, Peter (director/writer) (1964년 12월 15일). 《Culloden》. BBC.
- 〈Culloden: The Jacobites' Last Stand〉. 《Battlefield Britain》. 2004. BBC.
- (영어) The Battle of Culloden - 인터넷 영화 데이터베이스 (TV Movie, BBC, 1964)